# Niels Frederik Ravn
Niels Frederik Ravn, född den 18 juni 1826 i Köpenhamn, död den 12 juni 1910, var en dansk sjömilitär och ämbetsman. 
Ravn blev löjtnant i flottan 1844 och deltog i korvetten Galatheas världsomsegling 1845-1847. Som lärare i matematik först vid sjökrigsskolan 1851–1863 och senare vid krigshögskolan och dess ersättning officersskolan 1865–1873 författade han en förtjänstfull, men ofullbordad lärobok, Analytisk geometri  (I-II, 1869–1871) och gjorde dessutom mycken nytta vid gradmätningar. 
Ravn, som 1873 befordrats till kommendör, blev samma år sjöminister (till 1875) och övertog sedan posten som direktör för marinministeriet, men blev 1879 ånyo själv minister, en ställning, som han innehade ända till 1900 under en rad olika premiärministrar. Åren 1881–1884 var han därjämte krigsminister och framlade som sådan det första lagförslaget om Köpenhamns befästande åt landsidan; 1897-1900 var han även utrikesminister. 
Han lyckades 1880 genomföra en lag om flottans organisering och företog därefter en omdaning av dess undervisningsanstalter, men under den långvariga politiska striden lyckades han ej uträtta så mycket för flottans utveckling, som önskligt var och som man eljest kunnat vänta; dock bildades under hans ledning den danska torpedflottiljen. 
Vidare var Ravn 1873–1900 folketingsman för Köpenhamns åttonde krets. Åren 1878–1890 deltog han verksamt i organisationsarbetet för Grönlands utforskning. Under sin ministertid befordrades han 1885 till konter- och 1891 till viceamiral.

## Utmärkelser
- Riddare av Dannebrogorden,  1857[2]
- Dannebrogsmännens hederstecken,  1867[2]
- Kommendör av Dannebrogorden,  1874[2]
- Kommendör av första graden av Dannebrogorden,  1875[2]
- Storkors av Dannebrogorden,  1881[2]
- Riddare av Elefantorden,  1898[2]
- Storofficer av Hederslegionen

[Redigera Wikidata]